# افسونگر (فیلم ۲۰۰۵)
افسونگر (به انگلیسی: Bewitched) فیلمی محصول سال ۲۰۰۵ به کارگردانی نورا افران است. در این فیلم نیکول کیدمن، ویل فرل، شرلی مک‌لین، مایکل کین، کریستن چنووس، استیون کلبر، هتر برنس، دیوید آلن گریر، جیسون شوارتزمن، کتی فینران، کارول شلی، استیو کارل، امی سداریس، ریچارد کیند، کیت والش و الیزابت مونت‌گومری بازی کردند.
این فیلم در ایران از شرکت تصویر دنیای هنر در شبکه نمایش خانگی دوبله و پخش شده است.